# Dudley Boyz
De Dudley Boyz is een professionele worsteltag-team dat voornamelijk bestaat uit de twee professionele worstelaars Mark LoMonaco en Devon Hughes, die worstelen onder de ringnamen Buh Buh Ray/Bubba Ray Dudley en D-Von Dudley.

## Geschiedenis
De Dudley Boyz waren bij Extreme Championship Wrestling (ECW) actief van 1996 tot 1999 en bij de World Wrestling Federation/Entertainment (WWF/E) van 1999 tot 2005, waar ze in 2015 weer zijn teruggekeerd.
Na hun vertrek bij de WWE, gingen LoMonaco en Hughes aan de slag bij de Total Nonstop Action Wrestling als Brother Ray en Brother Devon waarbij hun tag-teamnaam hernoemd werd tot Team 3D, dat verwees naar hun finisher 'Dudley Death Drop'. LoMonaco en Hughes mochten hun oude ringnamen en hun oude tag-team naam niet meer gebruiken omdat de WWE rechten had op hun namen. In TNA, worstelt LoMonaco als Bully Ray terwijl Hughes worstelt als Devon.
LoMonaco en Hughes wonnen als team 23 keer het 'World Tag Team Championship'. Ze zijn het enige team dat alle beschikbare tag-teamtitels won, zoals het WWE, World, ECW, WCW, NWA, TNA en IWGP Tag Team Championship.
LoMonaco en Hughes maken gebruik van tafels in hun wedstrijden. Op 21 mei 2007 openden LoMonaco en Hughes de 'Team 3D Academy of Professional Wrestling and Sports Entertainment' in de X-Cel Fitness Gym in Kissimmee, Florida.
Op 24 augustus 2015 maakten de Dudley Boz hun WWE comeback tijdens RAW.

## In het worstelen
- Finishers

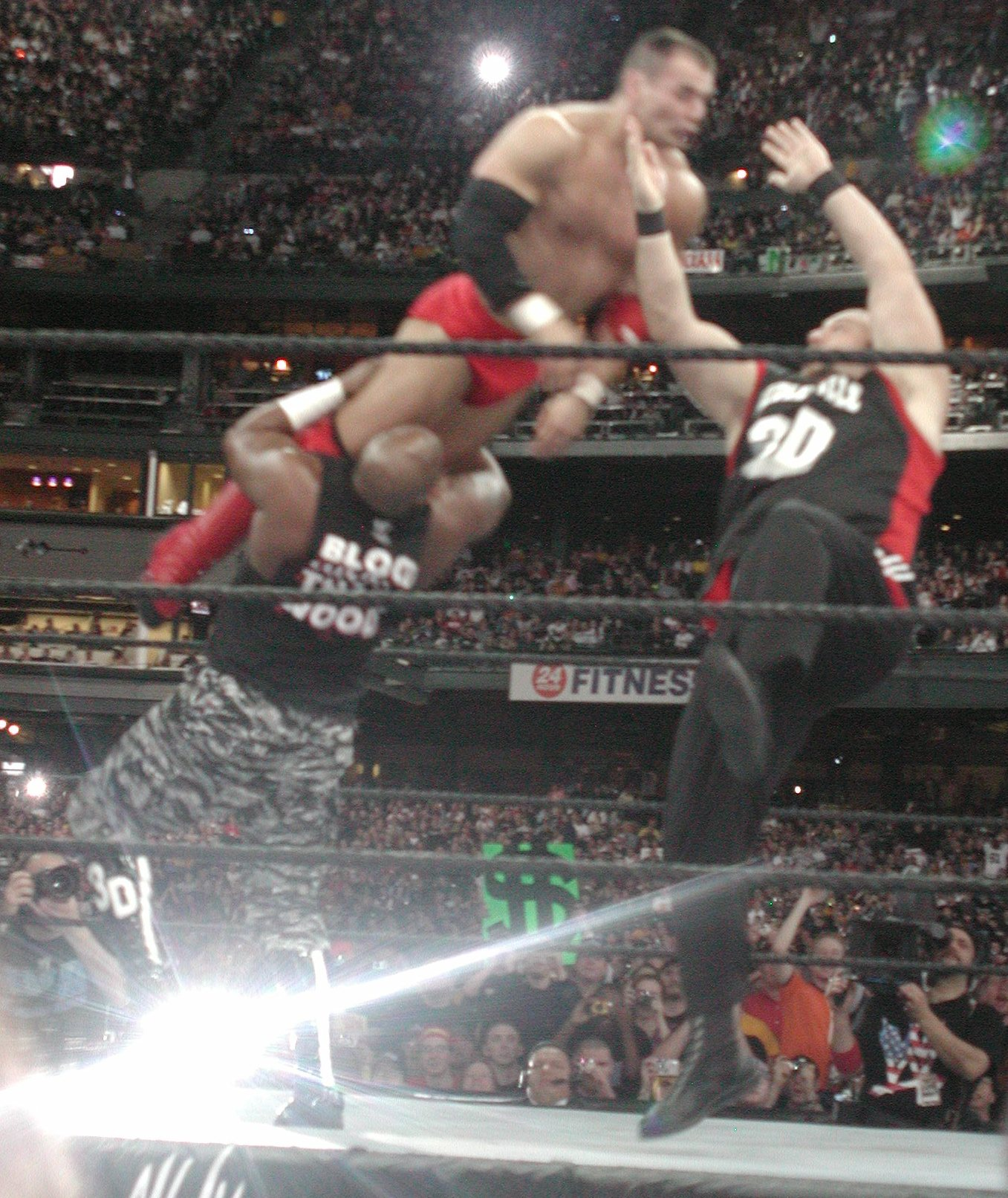
D-Von (links) en Bubba Ray (rechts) voerden de 'Dudley Death Drop' uit op Lance Storm.

  - 3D - Dudley Death Drop / Deadly Death Drop (combinatie van Flapjack (Devon) & Cutter (Ray))
  - 3D II – Dudley Death Drop II / Deadly Death Drop II (combinatie van Belly to back suplex (Ray) & Neckbreaker (Devon))
- Signature moves
  - Aided superbomb
  - Double chokeslam
  - Double flapjack
  - Dudleyville Device / Deadly Device (Diving clothesline (Devon) / Electric chair drop (Ray) combinatie)
  - Sidewalk slam (Ray) / Inverted leg drop bulldog (Devon) combinatie
  - Whassup?
- Managers
  - Joel Gertner
  - Sign Guy Dudley
  - 'The Duchess of Dudleyville' Stacy Keibler
  - 'The Boss' Spike Dudley
  - Paul Heyman
  - Cousin Steve
  - Johnny Rodz
  - Johnny Devine
- Bijnaam
  - "Those Damn Dudleys" (WWF)
- Opkomstnummers
  - Extreme Championship Wrestling
    - Highway to Hell van AC/DC
    - C.R.E.A.M. van Wu-Tang Clan

  - World Wrestling Federation/Entertainment
    - "Ollie Stalefish" van Kent Buchanan (13 september 1999 - 22 maart 2001)
    - "We're Comin' Down" van Jim Johnston (1 april 2001 - 11 maart 2002)
    - "Turn The Tables" van Saliva (14 maart 2002 - 17 november 2002)
    - "Bombshell" van Powerman 5000 (18 november 2002 - 12 juni 2005)

  - Total Nonstop Action Wrestling
    - "Watch Out, Watch Out" van Dale Oliver (1 oktober 2005 - 11 november 2010)

## Prestaties
- All Japan Pro Wrestling

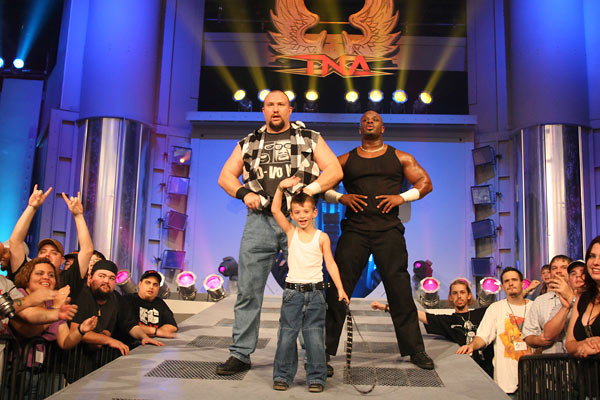
Als Team 3D met een fan op een TNA-show in 2005

  - AJPW World's Strongest Tag Team League (2005)
- Cauliflower Alley Club
  - Other honorees (1997)
- Extreme Championship Wrestling
  - ECW World Tag Team Championship (8 keer)
- Hustle
  - Hustle Super Tag Team Championship (1 keer)
- New Japan Pro Wrestling
  - IWGP Tag Team Championship (2 keer)
- Pro Wrestling Illustrated
  - PWI Match of the Year (2000) vs. Edge & Christian en de Hardy Boyz in een Triangle Ladder match op WrestleMania 2000
  - PWI Match of the Year (2001) vs. Edge & Christian en de Hardy Boyz in een Tables, Ladders and Chairs match op WrestleMania X-Seven
  - PWI Tag Team of the Year (2001, 2009)
  - PWI Tag Team of the Decade (2000–2009)
- Total Nonstop Action Wrestling
  - NWA World Tag Team Championship (1 keer)
  - TNA Television Championship (2 keer, huidig) - Devon
  - TNA World Heavyweight Championship (1 keer, huidig) - Bully Ray
  - TNA World Tag Team Championship (2 keer)
  - TNA Tag Team of the Year (2005)
- World Wrestling Federation / World Wrestling Entertainment
  - WCW World Tag Team Championship (1 keer)
  - WWE Tag Team Championship (1 keer)
  - WWF/E World Tag Team Championship (8 keer)
  - WWF/E Hardcore Championship (11 keer) - Bubba Ray Dudley